# Michael Weinreich

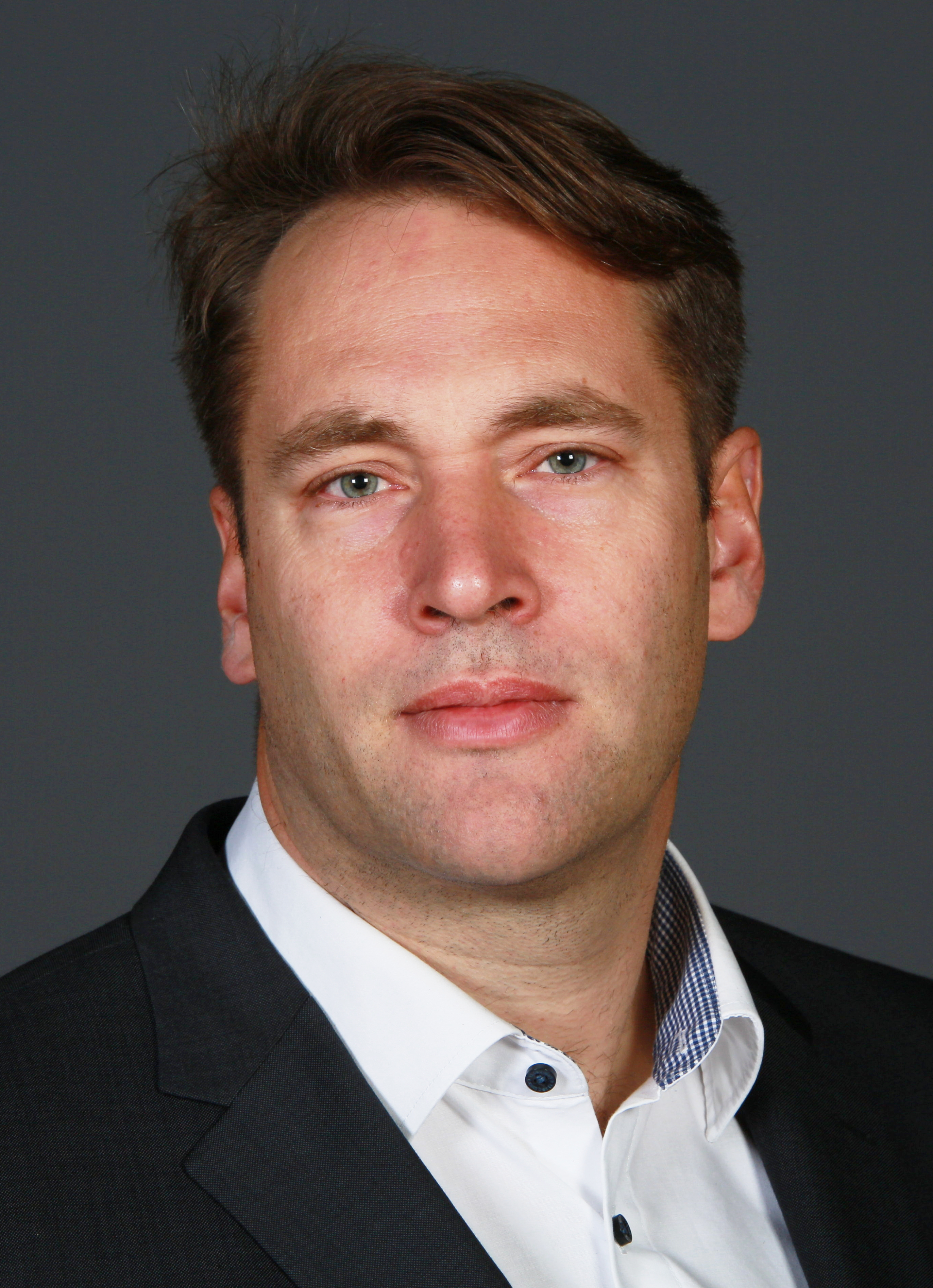
Michael Weinreich (2018)

Michael Weinreich (* 27. September 1973 in Hamburg) ist ein deutscher Politiker (SPD) und Abgeordneter der Hamburgischen Bürgerschaft.

## Leben
Michael Weinreich wuchs in Hamburg-Wilhelmsburg auf und absolvierte nach dem Abitur am Gymnasium Kirchdorf/Wilhelmsburg ein Studium der Geschichtswissenschaften an der Universität Hamburg, das er mit einem Prädikatsexamen abschloss. Der Titel seiner Magisterarbeit lautete „Die Darstellung des Deutschen Reiches in Pravda und Izvestija 1939-1941“. Seit 2005 ist er selbständig als Schausteller tätig und engagiert sich in Verbänden des Schaustellergewerbes.
Obwohl Weinreich nach eigenen Angaben nur als selbstständiger Schausteller tätig ist, führt er auf dem Stimmzetteln zu den Bürgerschaftswahlen 2020 und 2025 die Berufsangabe Historiker.

## Karriere
Weinreich ist seit dem Jahr 2007 Mitglied der SPD und seit 2010 Distriktsvorsitzender von Wilhelmsburg-Ost. In den Jahren 2011 bis 2014 gehörte er der Bezirksversammlung Hamburg-Mitte an und wurde bei der Bürgerschaftswahl 2015 im Wahlkreis Billstedt – Wilhelmsburg – Finkenwerder in die Bürgerschaft gewählt. Er ist Vorsitzender des Regionalausschusses Wilhelmsburg-Veddel. Er ist zudem Mitglied der Ausschüsse für Stadtentwicklung und Justiz und dem Ausschuss für Umwelt und Energie.
Weinreich gelang am 23. Februar 2020 erneut der Einzug in die Hamburgische Bürgerschaft.